# Silverbow Resources
Silverbow Resources Inc. (zuvor Swift Energy) ist ein US-amerikanisches Unternehmen im Energie- und Rohstoff-Sektor.
Der Fokus der Geschäftsaktivität des börsennotierten Konzerns – die Marktkapitalisierung liegt (Stand 2022) bei rund einer Milliarde US-Dollar – sind die Entwicklung, Erkundung, Erwerb und Betrieb von Erdöl- und Erdgasanlagen. Der geografische Fokus liegt auf Onshore-Anlagen in Texas sowie On- und Offshore-Anlagen in Louisiana. Das Unternehmen mit Hauptsitz in Houston, Texas ist dabei an Gasförderstellen und Ölbohrstellen in Süd und Osttexas – vor allem im Eagle Ford Shale und Austin Chalk – sowie Südost-Louisiana beteiligt. Als Betreiber der Bohrlöcher beschäftigt sich die Firma mit der Einrichtung und der Überwachung des Betriebs und der Wartung der Bohrlöcher, während die einzelnen Tätigkeiten – z. B. den Transport von Gas in Pipelines und die Gasverarbeitung – von Partnern übernommen werden.